# Tóc Do Thái

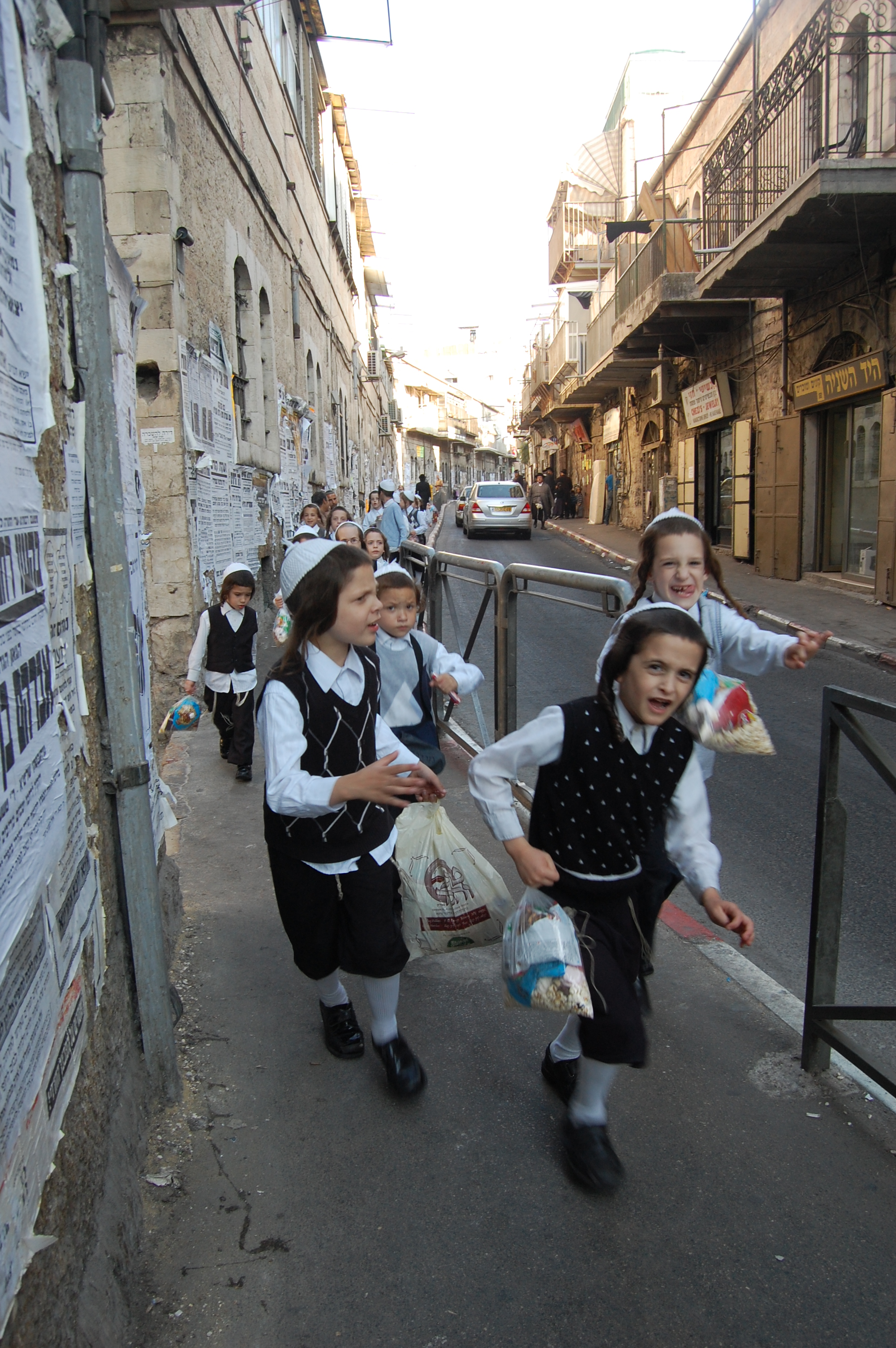
Trẻ em người Do Thái

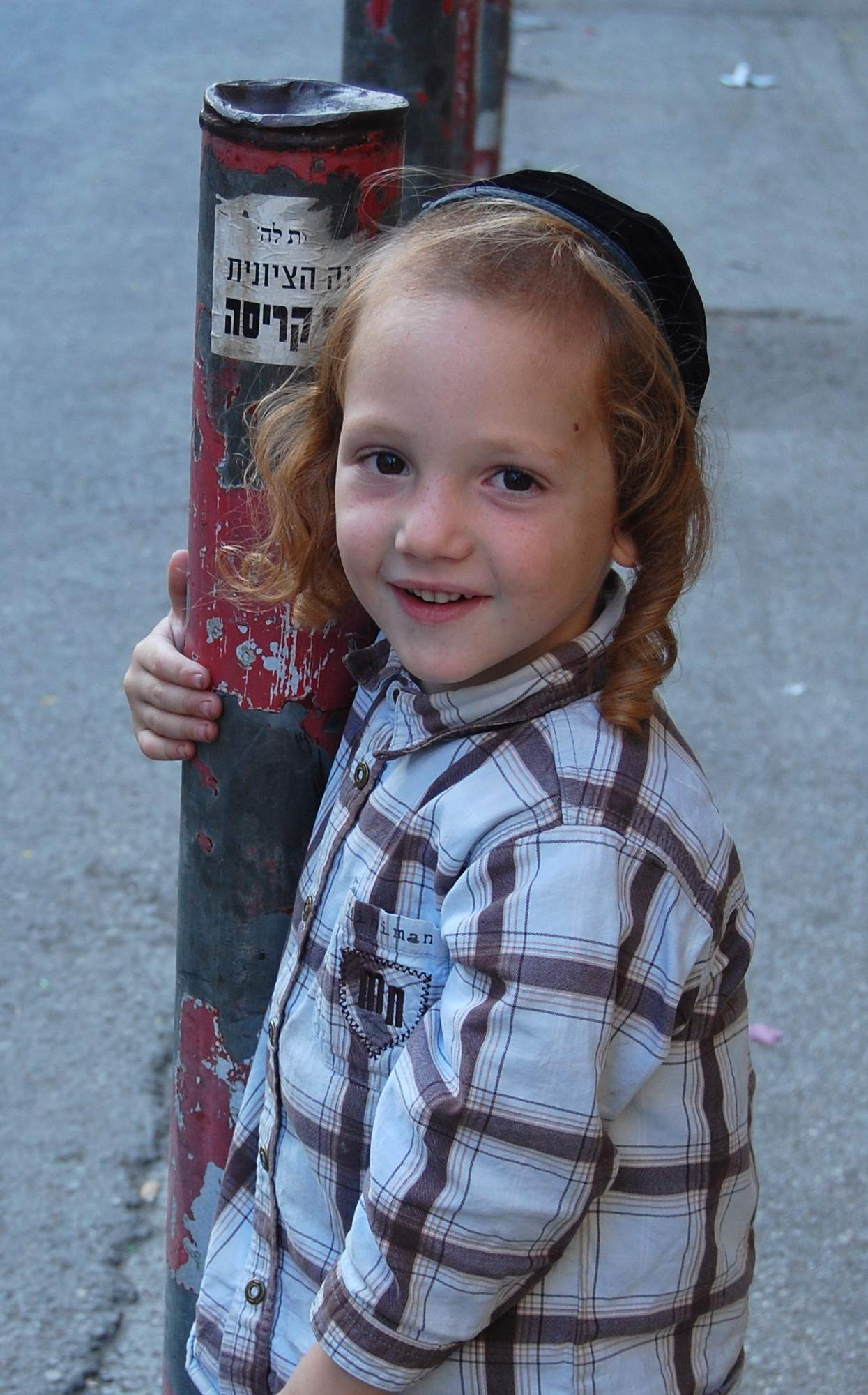
Trẻ em người Do Thái tóc đỏ

Tóc Do Thái và Râu (tiếng Hebrew: số ít,פֵּאָה;số nhiều,פֵּאוֹת). Tóc Do Thái là kiểu tóc truyền thống của trẻ em nam giới dân Do Thái và đàn ông người Do Thái sùng đạo hay người dân Do Thái sống trong cộng đồng đạo Do Thái Giáo Chính Thống. Người Do Thái cắt kiểu tóc Do Thái vì họ dựa lời giải thích đã được ghi chép trong quyển sách Kinh Thánh Do Thái giáo (Kinh Thánh Torah, Kinh Cựu Ước, Kinh Thánh Hebrew) về việc không được cắt tóc ở phần thái dương trên đầu.

## Giải thích dựa trên cơ sở Kinh Thánh
Kinh Thánh có ghi chép rằng, "Các ngươi chớ cắt mái tóc xung quanh thái dương mình hoặc xén bộ râu mình" (Sách Lêvi 19:27).
Vì vậy, khi người Do Thái truyền thống sùng đạo đi hớt tóc, họ dùng kéo xén tóc (hay còn gọi là tông đơ hoặc kéo xén tóc điện) để cắt hết tóc trên đầu và chỉ chừa lại phần tóc ở hai bên thái dương.